# Elmshorn
Elmshorn is een gemeente in de Duitse deelstaat Sleeswijk-Holstein, gelegen in de Kreis Pinneberg en daarmee ook in de Metropoolregio Hamburg. De stad telt 49.948 inwoners.

## Indeling van de gemeente
De stad bestaat uit de vijf wijken Kaltenweide, Langelohe/Hainholz, Klostersande/Lieth, Fuchsberg en Mitte/Flamweg.
Buiten de stadskern liggen de Ortsteile (stadsdelen) Papenhöhe, Sibirien, Vosskuhlen, Langenmoor, Sandberg, Köhnholz, Ramskamp en Franzosenhof.

## Geografie, infrastructuur
Elmshorn ligt op 0-14 meter hoogte boven zeeniveau aan de Krückau, een zijriviertje van de Elbe. Het riviertje is van Elmshorn tot aan de 11 km verderop, in west-zuidwestelijke richting, gelegen monding een officieel vaarwater voor de binnenvaart, maar vanwege de geringe stroming vaak te modderig en ondiep voor professionele binnenvaartschepen. In de praktijk varen er dus alleen plezierboten op.

### Buurgemeenten
Dit zijn, in de richting van de wijzers van de klok:
- Raa-Besenbek, in het westen
- Horst (Holstein)
- Klein Offenseth-Sparrieshoop
- Bokholt-Hanredder
- Kölln-Reisiek
- Seeth-Ekholt
- Klein Nordende
- Seester

### Infrastructuur

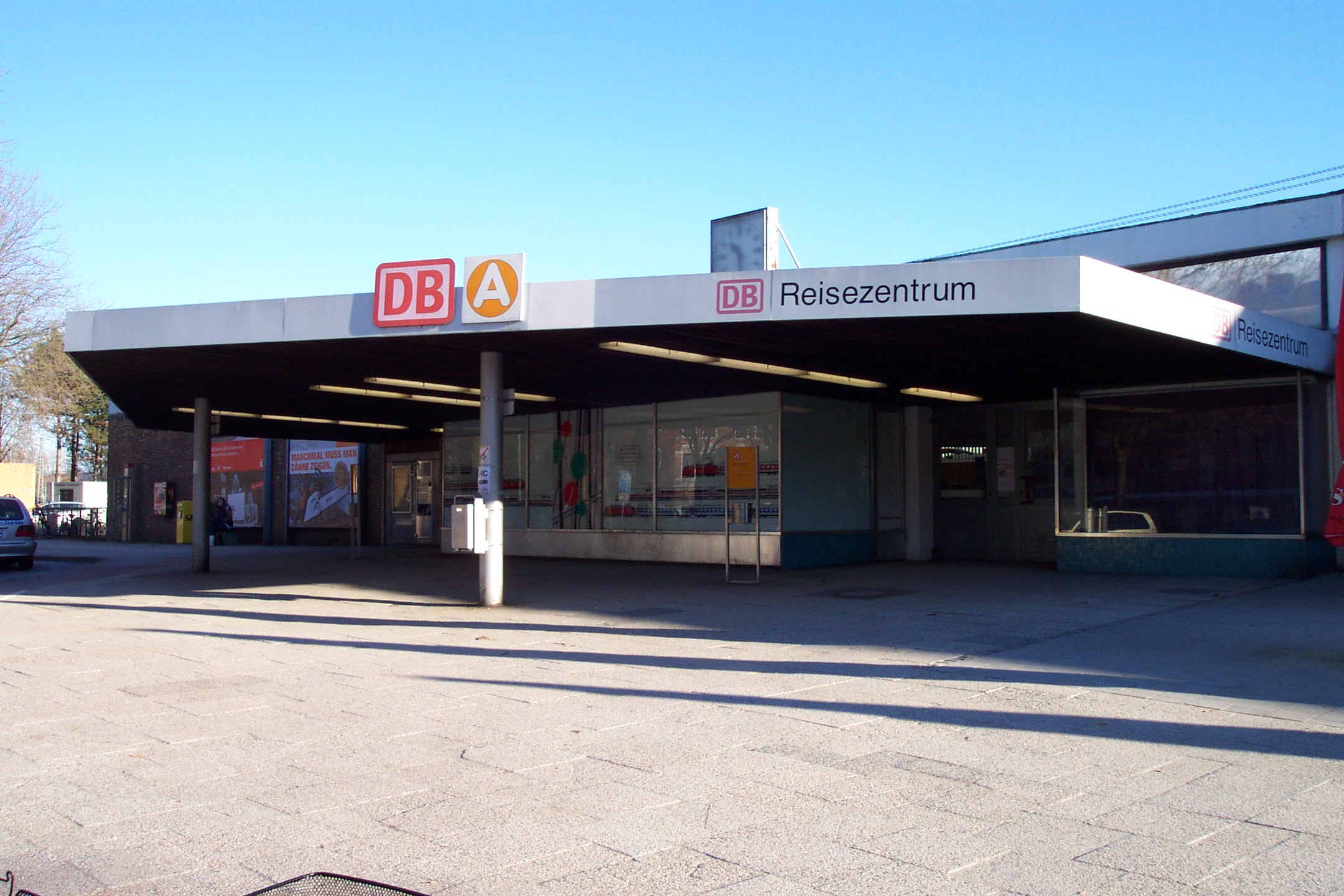
Station
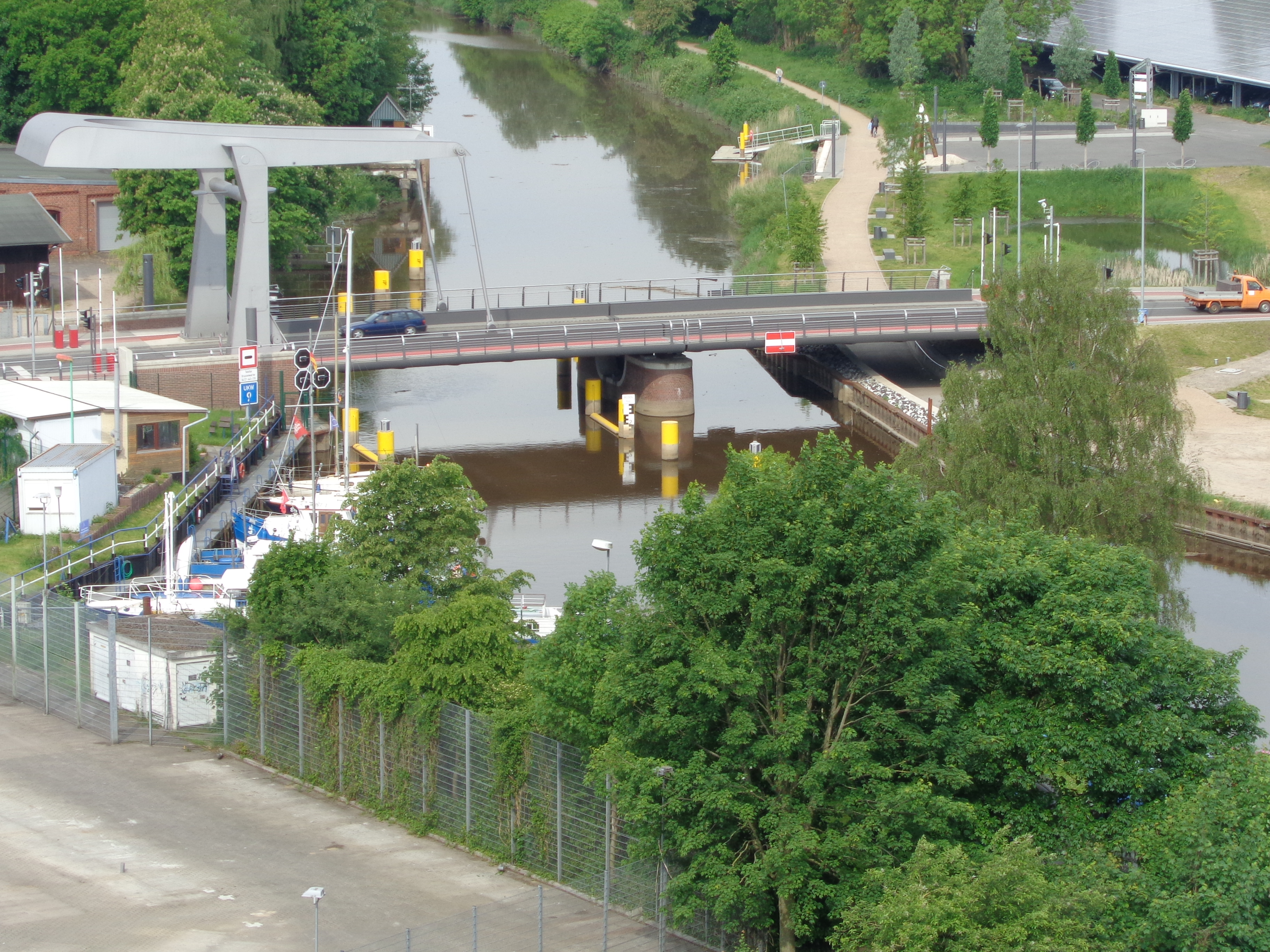
Ophaalbrug in Elmshorn over de Krückau

De stad ligt aan de Bundesstraße 431, die op afrit 14 te Elmshorn de Autobahn A 23 van Hamburg naar Heide (Holstein) kruist.
Elmshorn heeft sedert 1844 een spoorwegstation, gelegen aan de spoorlijn Hamburg-Altona - Kiel. Het station is ook het beginpunt van de spoorlijn naar het eiland Sylt, de spoorlijn Elmshorn - Westerland. De hier ook beginnende spoorlijn Elmshorn - Bad Oldesloe is nog slechts gedeeltelijk (tot Henstedt-Ulzburg v.v.) in gebruik.
De stad heeft een lokaal busnet, met 8 verbindingen tussen het centrum en de omliggende stadswijken en buurdorpen; zes van deze lijnen rijden echter alleen als schoolbusdienst.

## Economie
Van de levendige industrie, die het havenstadje in de 19e eeuw kenmerkte, is nog de in 1820 opgerichte fabriek van Peter Kölln overgebleven. De onderneming is nog steeds aan de haven van Elmshorn gevestigd en produceert met name havermout.
In Elmshorn staat het hoofdkantoor van Das Futterhaus, een keten van ongeveer 400 winkels in huisdiervoeders e.d.. Een keten van 16 tapijtwinkels, Kibek, heeft zijn hoofdvestiging eveneens in Elmshorn.
Andere, middelgrote, ondernemingen, distributiecentra en overheidsinstellingen te Elmshorn zijn actief op het gebied van autobrandstoffen, computers en computeronderdelen, en vooral telecommunicatie (waaronder post- en telefoonverkeer).
Verder is de stad economisch sterk afhankelijk van de dienstensector. Talrijke scholen zijn er gevestigd, en regionale, ambtelijke instanties, zoals een Amtsgericht, hebben er een kantoor. Verder wonen te Elmshorn veel forensen, die een werkkring in Hamburg hebben.

## Geschiedenis
In 1141 wordt de plaats als Elmeshorne voor het eerst in een document vermeld.
In de Dertigjarige Oorlog had Elmshorn veel te lijden, niet alleen door de oorlog zelf (van doortrekkende, plunderende en brandstichtende legerbendes van alle strijdende partijen), maar ook door een pestepidemie (1628). Dit herhaalde zich in de Noordse Oorlog (1655-1660). In die oorlog vond een felle strijd tussen Deense en Zweedse troepen plaats om een met een schans versterkte voorde in de Krückau.
In 1736 en 1741 verkreeg de plaats beperkte privileges, waaronder marktrecht, en werd zo een vlek. Pas in 1870 verwierf Elmshorn officieel stadsrechten.
In 1750 werd Elmshorn door een grote brand zwaar beschadigd; de stormvloed van 1756 liet de plaats grotendeels ongemoeid. Na de val van Napoleon in 1816 behoorde de plaats tot Denemarken.
In vooral het midden van de 19e eeuw was Elmshorn een belangrijke thuishaven van, door de Deense kroon gesubsidieerde, walvisvaarders. De afbeelding van een driemaster in het stadswapen verwijst hier nog naar. In 1844 verkreeg de plaats aansluiting op het spoorwegnet. Van 1897 tot 1999 bestond een speciale goederenspoorlijn van en naar de haven van Elmshorn, zie Spoorlijn Elmshorn - Elmshorn Hafen.
In 1863 speelde Elmshorn een rol in het streven om Sleeswijk-Holstein los te maken van Denemarken. Een volksvergadering, waarbij 20.000 mensen aanwezig waren, riep te Elmshorn Frederik van Sleeswijk-Holstein-Sonderburg-Augustenburg uit tot hertog Frederik VIII van Sleeswijk en Holstein. De politieke verwikkelingen, die hierop volgden, leidden tot de Tweede Duits-Deense Oorlog (1864). Hierna werd Holstein, en daarmee ook Elmshorn, tijdelijk Oostenrijks, maar in 1866, als gevolg van de Oostenrijks-Pruisische Oorlog, deel van Pruisen. In de late 19e eeuw volgde economische bloei, en vergroting van het aantal inwoners, door een sterke industrialisering; Elmshorn werd één van de dichtst bevolkte gemeenten van Noord-Duitsland. In het begin van de 20e eeuw kende de stad scheepsbouw en een belangrijke lederwarenindustrie. Ook was er enige textielindustrie en fabricage van porselein.
Ten tijde van Adolf Hitlers Derde Rijk werden de relatief sterke linkse politieke partijen monddood gemaakt, en veel van hun activisten naar concentratiekamp Fuhlsbüttel bij Hamburg gebracht en daar vermoord. De in 1933 nog circa 80 Joden in Elmshorn ondergingen een soortgelijk tragisch lot. Tijdens de Tweede Wereldoorlog was het industriestadje en spoorwegknooppunt Elmshorn vaak doelwit van geallieerde luchtbombardementen, ook wel eens, als de gevechtspiloten hun bommen door omstandigheden niet op hun beoogde doelwit Hamburg konden afwerpen. De zwaarste van deze bombardementen, beide met tientallen dodelijke slachtoffers, waren op 3 augustus 1943 en 26 april 1945. Begin mei 1945 eindigde de oorlog door capitulatie voor de Britten. Kort na de oorlog steeg het inwonertal van circa 20.000 tot circa 32.000 in 1949. Dit kwam door de instroom van uit na 1945 Pools en Russisch geworden voormalige Duitse gebieden afkomstige Heimatvertriebene.
Na de oorlog ging de industrie, zoals ook elders, over naar lagelonenlanden. In 1953 en 1963 sloten de twee belangrijkste lederwarenfabrieken hun poorten. In 1978 ging de laatste grote scheepswerf in het stadje failliet. Na schade door de Stormvloed van 1962 werd in 1969 een stormvloedkering bij de monding van de Krückau in de Elbe gebouwd.
Van 1975 tot 1977 werd bij een stadssanering een deel van de oude binnenstad gesloopt. Van 1991 tot 2007 was een telecommunicatiebedrijf Talkline in Elmshorn gevestigd. Het hoofdgebouw van deze onderneming werd in 2011 een kantoor van de Kreis Pinneberg.
Een zeer bekende zang- en muziekgroep, die in het Nederduits zong, en tot ver buiten de regio succes had, was Speelwark. De groep bestond van 1984 tot 2012.
De haven aan de Krückau was nog tot omstreeks 2000 voor vrachtschepen (waaronder het huidige museumschip de naar een straat in Elmshörn genoemde Klostersande) bereikbaar, maar nadien was de verzanding van dit riviertje te sterk geworden.

## Bezienswaardigheden
- De evangelisch-lutherse St.-Nicolaaskerk (Nikolaikirche) is een 18e-eeuwse schipperskerk met een uit 1881 daterende, neogotische kerktoren ernaast. Van het door Arp Schnitger voor een oudere kerk op deze plaats gebouwd kerkorgel is alleen de orgelkast bewaard gebleven. Veel van de kunsthistorisch niet oninteressante, houten kerkinventaris dateert uit de 17e, 18e en 19e eeuw.
- De glas-in-loodramen van de in 1966 voltooide Thomaskerk, die in een noordelijke buitenwijk van Elmshorn staat, zijn van de hand van de kunstenaar Charles Crodel (1894-1973) en gelden als kunsthistorisch belangrijk.
- Het Industriemuseum, met in zijn collectie o.a. een werkende stoommachine, is een museum over de industriële bloeiperiode van Elmshorn (van plm. 1890 tot de Eerste Wereldoorlog); het gebouw is in een groot industrieel gebouw van rond 1900 gevestigd. Het Konrad-Struve-Haus, een streekmuseum, gewijd aan de lokale geschiedenis, in een voormalig woonhuis aan de Bismarckstraße, is een dependance van dit Industriemuseum.
- De andere bouwkundige monumenten van de stad zijn in hoofdzaak enige na 1870 gebouwde fabrikantenvilla's en als industrieel erfgoed bewaard gebleven industriële gebouwen.
- Museumvrachtschip Klostersande (1968) in de haven van de stad met in het ruim een zaaltje voor bruiloften en partijen
- De stad ligt aan drie langeafstands-fietsroutes, waaronder de vanuit Denemarken komende Ochsenweg, over de route van de ossendrift Denemarken- Nederland, ten behoeve van de vetweiderij in Nederland in de 17e en 18e eeuw.
- Langs het riviertje de Krückau liggen enkele natuurreservaten (wetlands, oeverlanden).

## Partnersteden
- Raisio (Finland), sinds 2000
- Stargard Szczeciński (Polen), sinds 1993
- Tarascon (Frankrijk), sinds 1987
- Wittenberge (Duitsland), sinds 26 augustus 1990

## Bekende personen in relatie tot de gemeente

### Geboren te Elmshorn
- Hermann Weyl, (1885), wiskundige
- Boje Maaßen ( 11 juni 1939), professor in de pedagogie, mede-oprichter van de politieke partij Die Grünen
- Tim Mälzer (22 januari 1971), televisie-kok en schrijver van kookboeken
- Hanno Behrens (1990), voetballer

### Overigen
- Michael Stich, (1968 te Pinneberg), in Elmshorn opgegroeide tennisspeler, leerde de sport bij de tennisclub van Elmshorn

## Trivia
Op 25 april 2023 sloeg een kleine meteoriet, zo groot als een tennisbal, te Elmshorn in. De ruimtesteen doorboorde het dak van een huis. Bij de inslag vielen geen doden of gewonden. Het grootste, ruim 3½ kilogram zware, stuk van de meteoriet is in april 2024 ondergebracht in een Hamburgse museumcollectie.

## Afbeeldingen

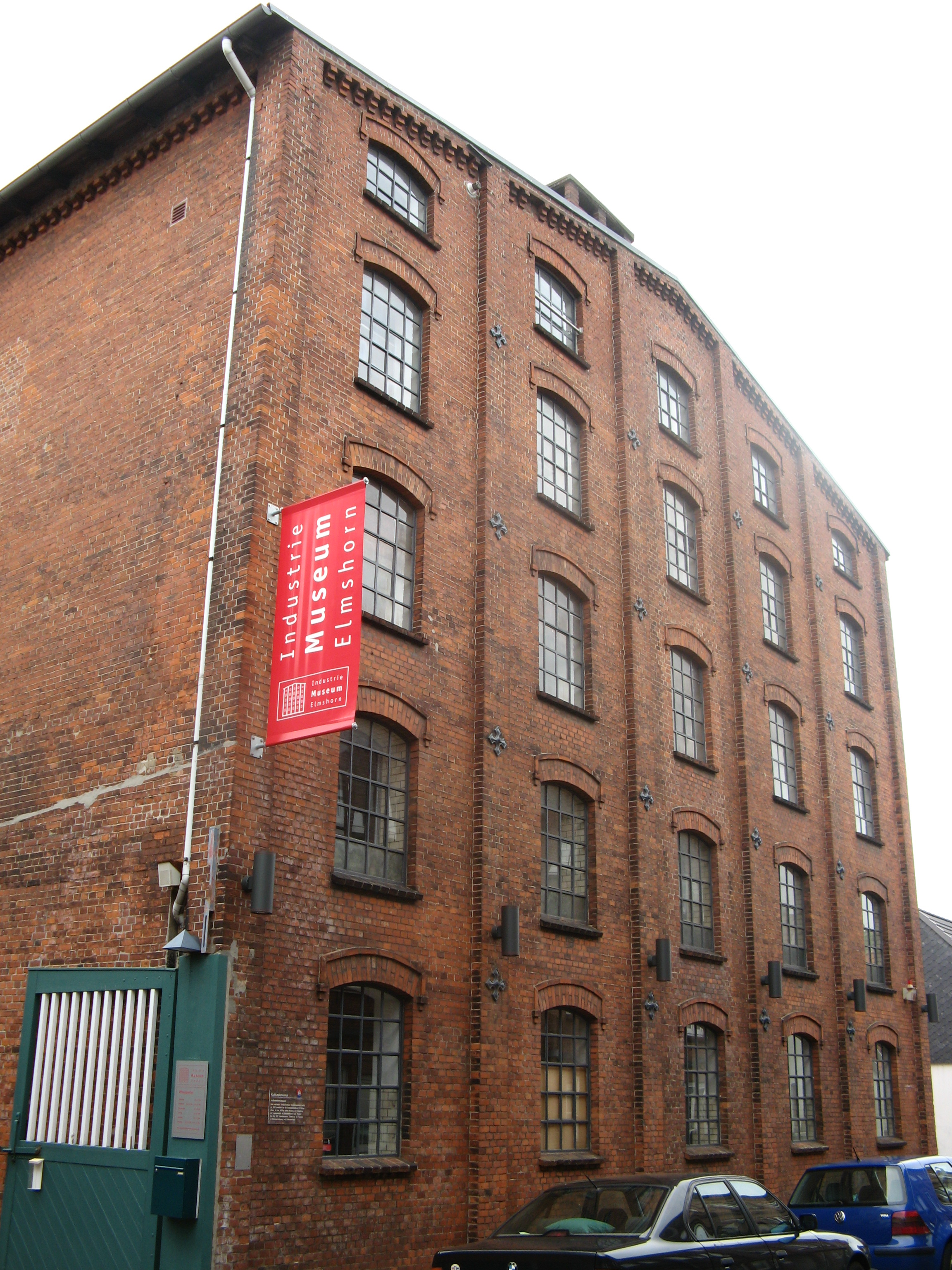
Gebouw Industriemuseum
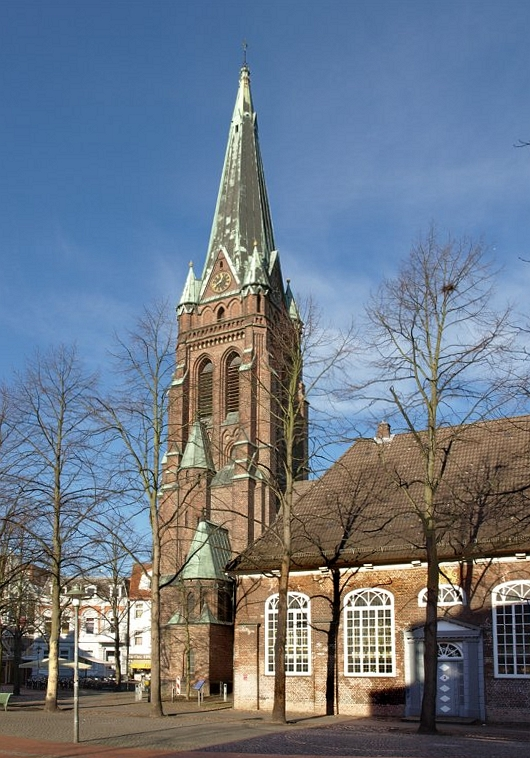
De Nikolaikirche
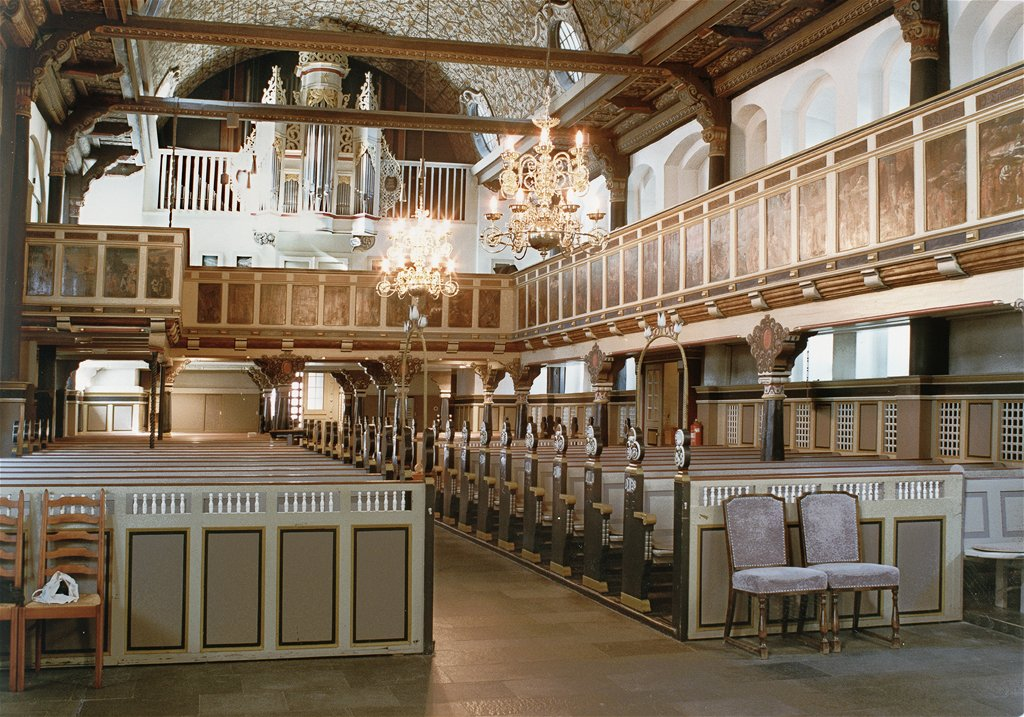
Interieur van deze kerk
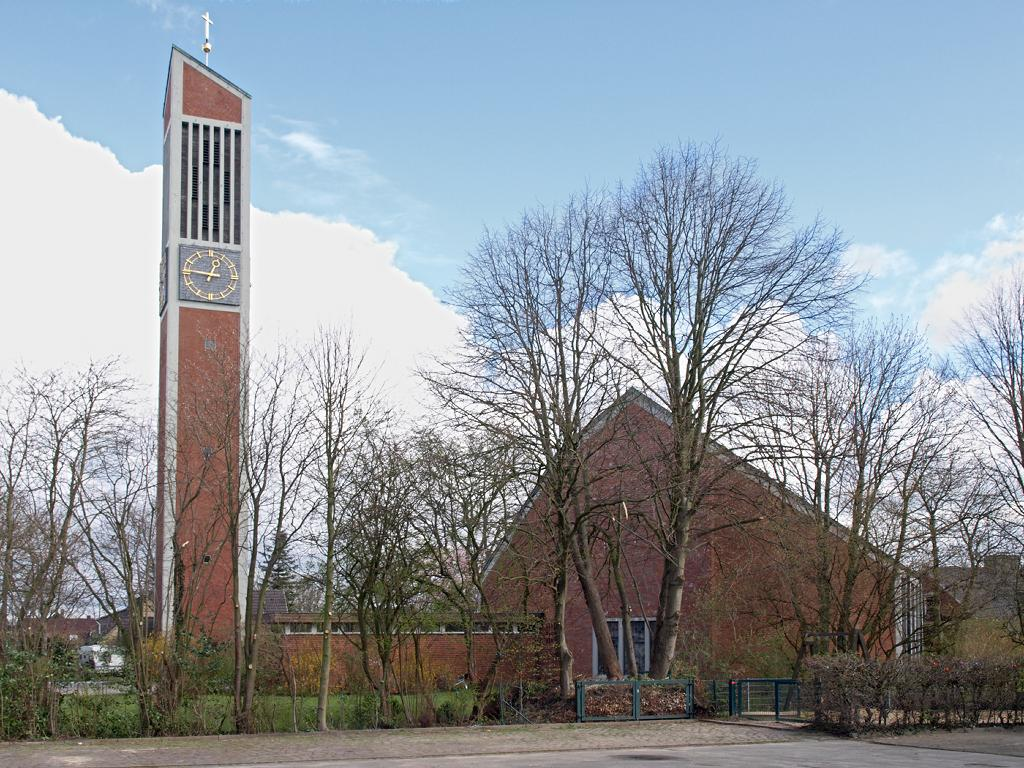
Thomaskerk (1964)
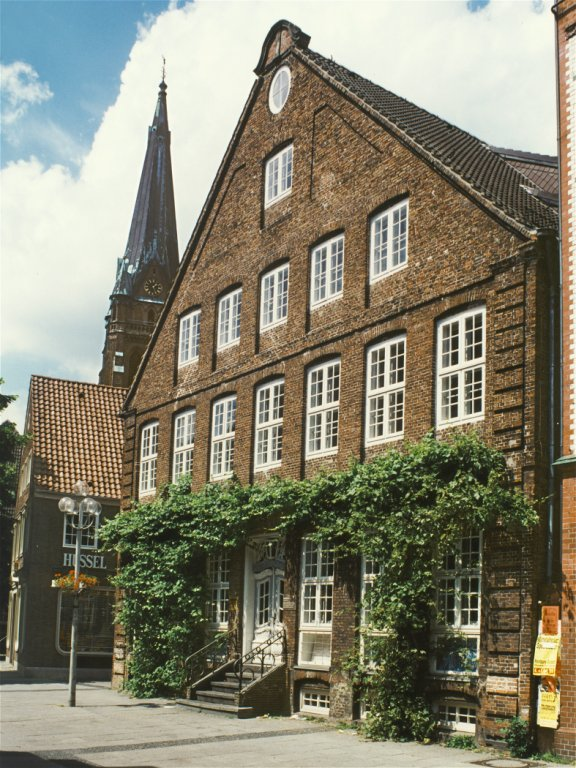
Woonhuis (v.m. brouwerij) uit 1780
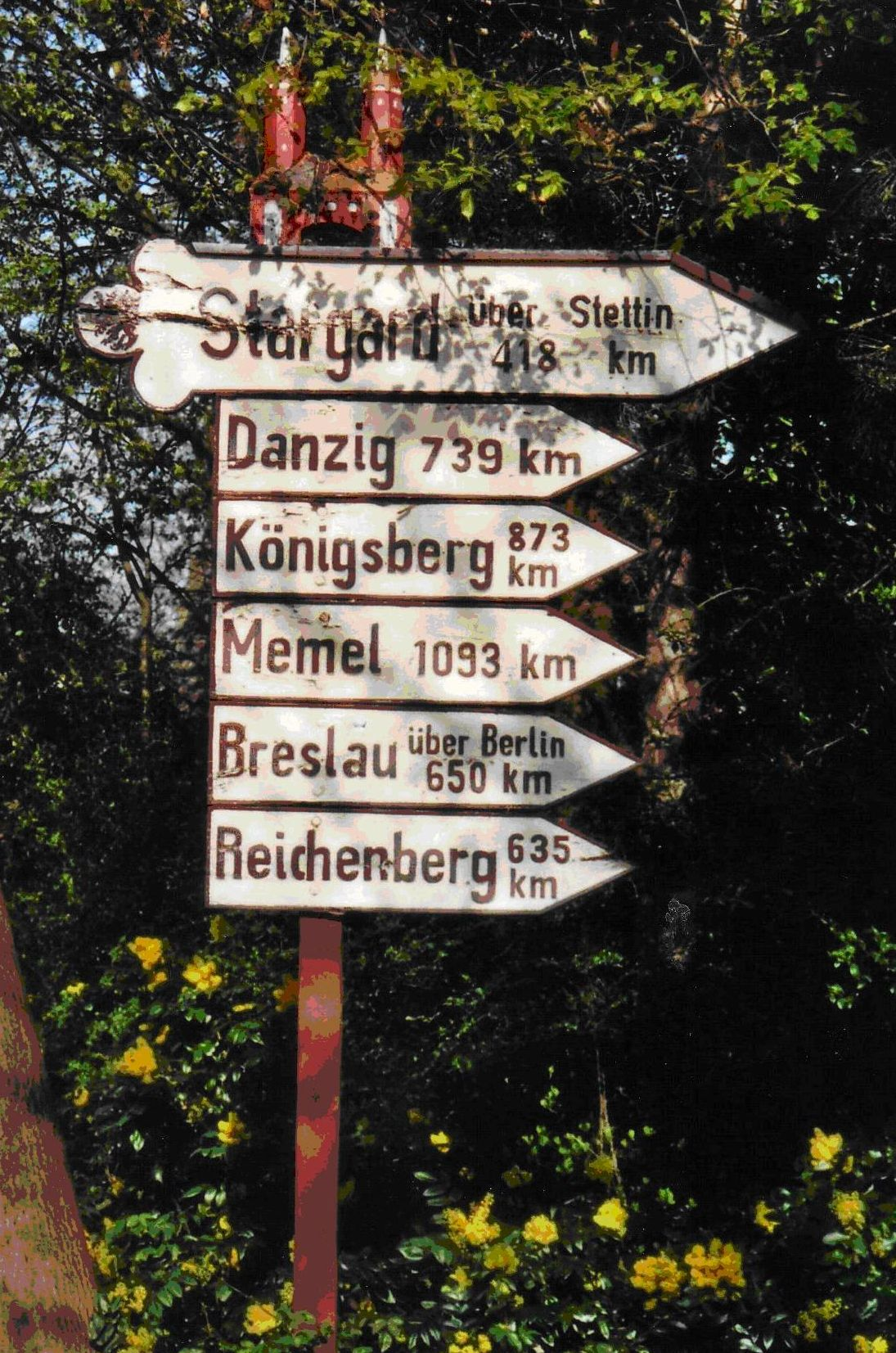
Oude wegwijzer bij het station in Elmshorn, foto uit 2009. De op de wegwijzer vermelde steden liggen sinds 1945 niet meer in Duitsland.

Appen ·
Barmstedt ·
Bevern ·
Bilsen ·
Bokel ·
Bokholt-Hanredder ·
Bönningstedt ·
Borstel-Hohenraden ·
Brande-Hörnerkirchen ·
Bullenkuhlen ·
Ellerbek ·
Ellerhoop ·
Elmshorn ·
Groß Nordende ·
Groß Offenseth-Aspern ·
Halstenbek ·
Haselau ·
Haseldorf ·
Hasloh ·
Heede ·
Heidgraben ·
Heist ·
Helgoland ·
Hemdingen ·
Hetlingen ·
Holm ·
Klein Nordende ·
Klein Offenseth-Sparrieshoop ·
Kölln-Reisiek ·
Kummerfeld ·
Langeln ·
Lutzhorn ·
Moorrege ·
Neuendeich ·
Osterhorn ·
Pinneberg ·
Prisdorf ·
Quickborn ·
Raa-Besenbek ·
Rellingen ·
Schenefeld ·
Seester ·
Seestermühe ·
Seeth-Ekholt ·
Tangstedt ·
Tornesch ·
Uetersen ·
Wedel ·
Westerhorn